# 香港国際警察/NEW POLICE STORY
『香港国際警察/NEW POLICE STORY』（ホンコンこくさいけいさつ ニューポリスストーリー、原題：新警察故事、英語題：New Police Story）は、2004年に公開されたジャッキー・チェン主演の香港映画。

## 概要
上映当時、ハリウッド映画の出演が多かったジャッキーの久々の“オール香港ロケ”の作品。過去の「警察故事（ポリス・ストーリー）」シリーズと関連のない設定である。エンディングは「日本公開版」と「香港公開版」の2パターンがあり、NGシーンなどが若干異なる。
黒幕のジョーを演じたダニエル・ウーは後年、「（自分を含め、ジャッキーとのアクションを演じた俳優は全員）ジャッキーから常に厳しく指導され、彼を納得させるアクションをするのに苦労した」と語っている。
スティーヴン・フォンがカメオ出演しているシーンが撮影されたが、カットされている。その模様はメイキングで見ることができる。
2023年3月、本作の続編『新警察故事2』の製作が発表された。続編にはジャッキー・チェン、ニコラス・ツェー、ダニエル・ウー、シャーリーン・チョイが引き続き出演し、監督はニコラス・ツェーが務める予定。

## ストーリー
ある日、香港で武装グループによる銀行強盗事件が発生した。犯行後、あえて人質に警察へ通報させた犯人は、駆けつけた警官隊を凄まじい銃撃で返り討ちにしてしまった。
香港警察特捜班のチャン警部は、「犯人を3時間で逮捕する」と宣言し、自らの部下9人を率いて、武装グループのアジトへと向かった。しかし、アジト内で部下が次々と姿を消していき、チャンは1人取り残されてしまう。部下は犯人グループの巧妙な罠に陥ってしまい、瀕死の重傷を負って捕らえられていたのだ。
チャンの前に現れた犯人グループのリーダー・ジョーは、チャンの得意分野で自分達に勝てたら部下を助けてやるというが、動揺したチャンは悉く敗北し、部下を全員死なせてしまう。しかも殺された部下のうち一人は結婚を約束した恋人の弟であった。事件後、チャンは停職処分となり、部下たちを救えなかったショックから酒に溺れていた。
事件から1年後、落ちぶれて酒浸りの日々を過ごすチャンの前に、シウホンと名乗る新しい相棒が登場する。チャンのことを「僕のヒーロー」と慕うシウホンによってチャンは少しずつ立ち直り、再び犯人逮捕に挑むことになる。その過程でチャンは、犯人グループのメンバーが皆政界・財界・法曹界の子女達で、リーダーのジョーは上司でもある警察部長の息子であることを知り、彼らが自分たちの享楽の為だけに犯罪をゲームとして楽しむ姿、そして同時に過保護や虐待などの過酷な家庭環境が招いた、彼らの心の闇を垣間見ることになる。
やがてジョー達犯人グループを追い詰めたチャンは、シウホンの意外な正体と、部下の死について隠された真相を知ることになる。

## キャスト
| 役名                  | 俳優                          | 日本語吹替   |
| --------------------- | ----------------------------- | ------------ |
| チャン警部            | ジャッキー・チェン            | 石丸博也     |
| 巡査1667 （シウホン） | ニコラス・ツェー              | 浪川大輔     |
| ジョー・クァン        | ダニエル・ウー                | 三木眞一郎   |
| ホーイー              | チャーリー・ヤン              | 日野由利加   |
| ササ                  | シャーリーン・チョイ          | 佐々木亜紀   |
| ホン                  | ディープ・ン                  | 森久保祥太郎 |
| スー・チョウ          | ココ・チャン                  | 本田貴子     |
| ファイアー            | テレンス・イン                | 平川大輔     |
| ティンティン・ロー    | アンディ・オン                | 伊藤健太郎   |
| マックス・リュー      | ヒロ・ハヤマ                  | 内田夕夜     |
| サム                  | デイヴ・ウォン                | 家中宏       |
| クワン                | ユー・ロングァン              | 小山力也     |
| グリーン・ヘア        | スティーブン・チョン（Boy'z） | 小野大輔     |
| レッド・ヘア）        | ケニー・クァン（Boy'z）       | 藤井啓輔     |
| シウホンの父          | ウー・バイ                    | 相沢正輝     |
| タイ                  | リウ・カイチー                | 石井隆夫     |
| チャンの部下          | ケネス・ロー                  |              |
| クワンの妻            | 樋口明日嘉                    |              |
| 銀行員                | タッツ・ラウ                  |              |

## スタッフ
- 監督：ベニー・チャン
- 製作総指揮：ジャッキー・チェン、アルバート・ヤン、ウィリー・チャン
- 製作：ウィリー・チャン、ベニー・チャン、ソロン・ソー、バービー・タン
- 脚本：アラン・ユン
- 音楽：トミー・ワイ
- 撮影：アンソニー・プン
- 製作会社：成龍英皇影業有限公司、中国電影集團有限公司

吹き替えはビデオ版をDVD版・テレビ版で流用。演出：市来満

## 備考

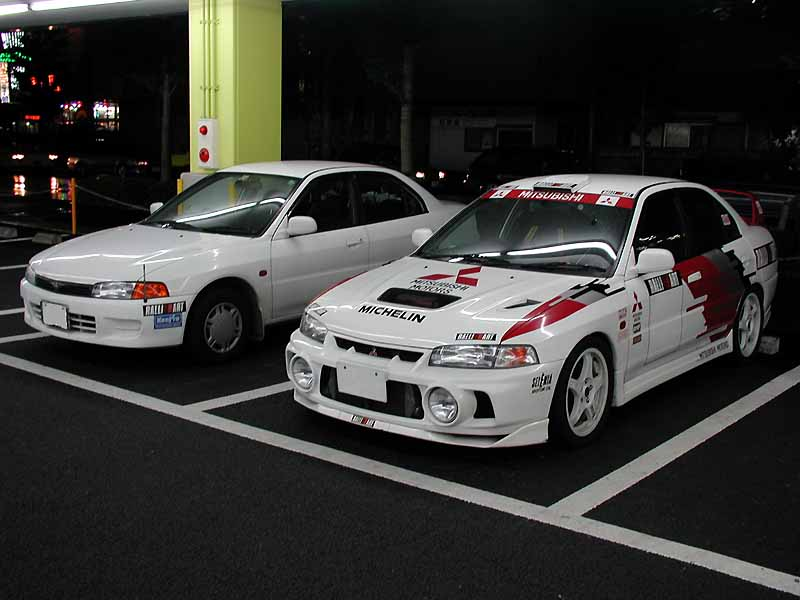
ランサーエボリューションⅣ

劇中に登場する車両の大半はパジェロやランサーエボリューションⅣなど、ジャッキー映画の定番である三菱自動車製のものである。